# Ciudadela Colsubsidio
Ciudadela Colsubsidio es un barrio ubicado en el noroccidente de Bogotá, Colombia. Hace parte de la localidad de Engativá, situándose en el sector noroccidental de esta. Administrativamente, pertenece a la UPZ 72 (Bolivia) y a la UPL Engativá.
Diseñado como un modelo de comunidad integral, el barrio se inspira en conceptos del urbanismo moderno propuestos por arquitectos como Aldo Rossi y Karl Brunner. Su planeación prioriza al peatón sobre el vehículo, una característica poco común en las urbanizaciones construidas durante los años 1980. Ciudadela Colsubsidio fue concebida como un experimento de sociología urbana, en el que se planteaba que el espacio físico tuviera un papel activo en la formación de conductas sociales.

## Historia
Esta urbanización residencial nace en 1986 como un proyecto residencial, en un lote de 130 hectáreas, con capacidad de albergar 14.000 viviendas y cuyo diseño estuvo a cargo del arquitecto colombiano Germán Samper Gnecco y financiado por la caja de compensación familiar Colsubsidio.
Se ejecutó bajo la concepción de construir una “ciudad dentro de la ciudad” que integrara espacios de recreación, comercio, y demás infraestructura necesaria para garantizar calidad de vida.
El trazado y eje fundamental del diseño está constituido por las vías y plazoletas, las cuales fueron construidas antes que las viviendas. En la distribución vial destacan las diagonales, transversales y rotondas. El concepto generador del diseño urbano parte de cinco manzanas de forma circular que se interconectan a través de senderos y plazoletas, que facilitan la circulación vehicular y posibilitan la generación de espacios peatonales en torno a plazas y recintos públicos. 
La edificación de casas y apartamentos adoptan el material del ladrillo, las construcciones son simétricas y mantienen su uniformidad en elementos como hastiales, grandes ventanales, plazoletas circulares, amplios espacios comunes y zonas verdes. La distribución de viviendas se realiza a través de unidades residenciales de propiedad horizontal o conjuntos distribuidos en manzanas.
Los conjuntos residenciales están conformados por casas y apartamentos, las casas son de 2 y 3 niveles ubicadas de manera aleatoria, resultado de una búsqueda por la variedad volumétrica. 
Desde su creación hasta comienzos de los años 2000, los nombres dados a los conjuntos residenciales de la ciudadela eran los plurales de los nombre de árboles y plantas como Los Almendros , Los Higuerillos, Los Cerezos, Los Manzanos, Los Ciruelos, entre otros; actualmente los nuevos conjuntos residenciales construidos tienen nombres compuestos como Parques de la Ciudadela o Arces (Rojos, Azules, y Amarillos). 
En el año 2002 se funda la Parroquia Nuestra Señora de la Reconciliación diseñada por el arquitecto Germán Samper Gnecco, y vinculada a los diseños de Rogelio Salmona, se desarrolló en forma de rotonda por petición del párroco fundador padre Luis Sánchez Moreno. Con fachada en ladrillo a la vista, vitrales y sagrario al fondo, casa cural y salones comunales, la iglesia es cubierta por un domo en hormigón armado con técnica de encofrado, sostenida por 10 columnas en igual técnica y material.
 

En 2004 se inaugura el Centro Comercial Unicentro de Occidente, construido por el consorcio Pedro Gómez y CIA, e inaugurado en 2004. 

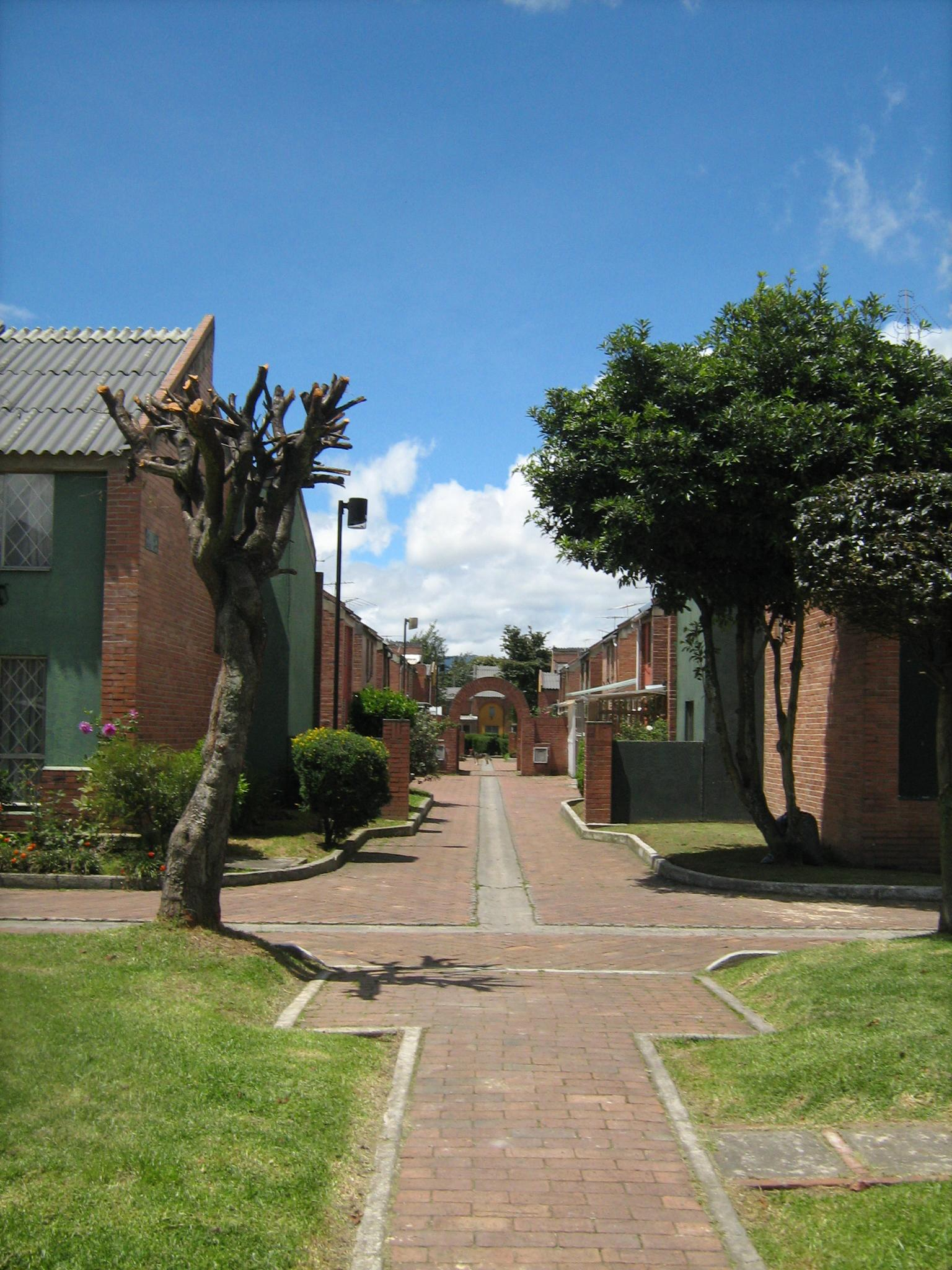
Manzana 19
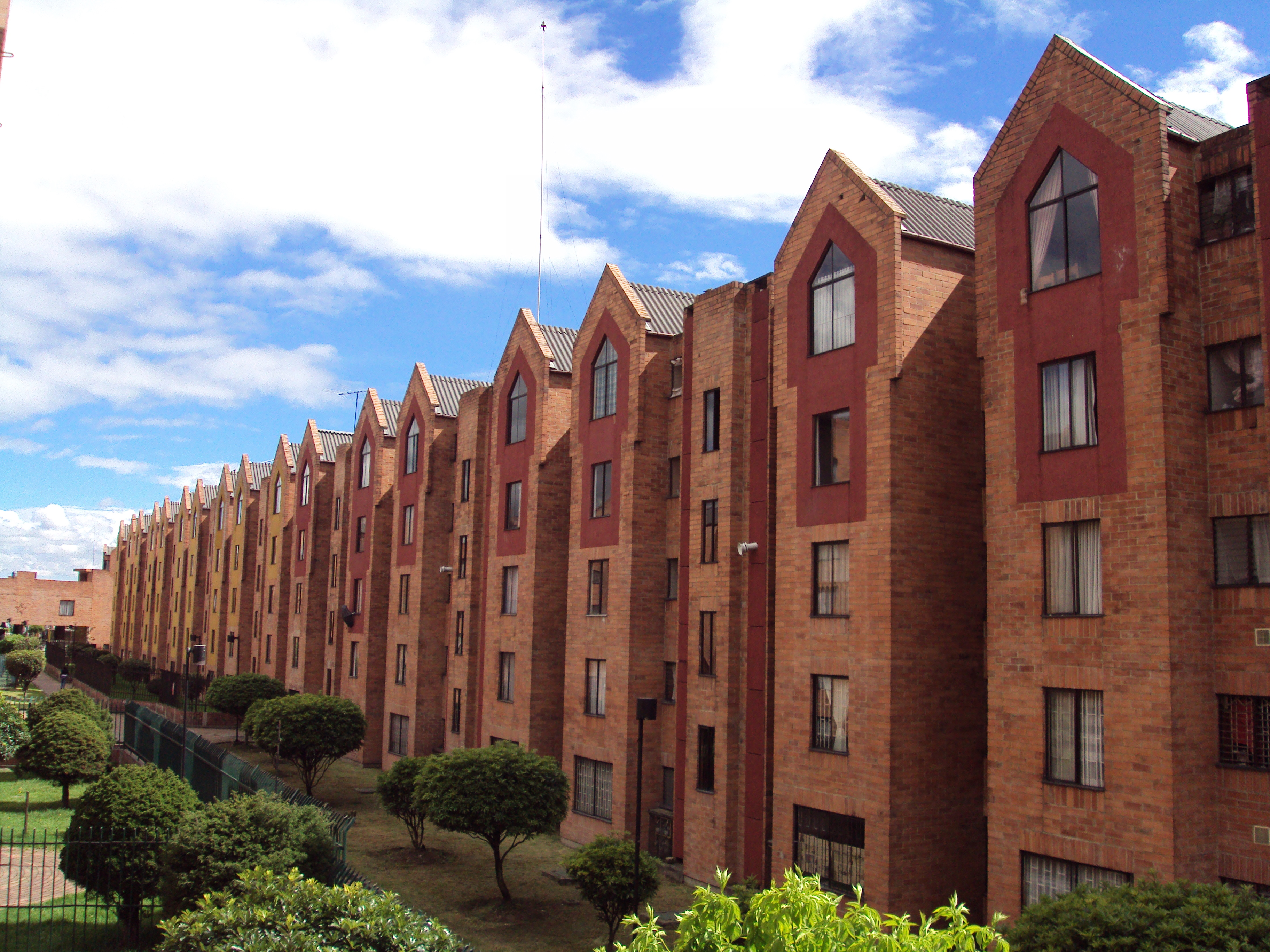
Conjunto Los Higuerillos, Manzana circular 3.
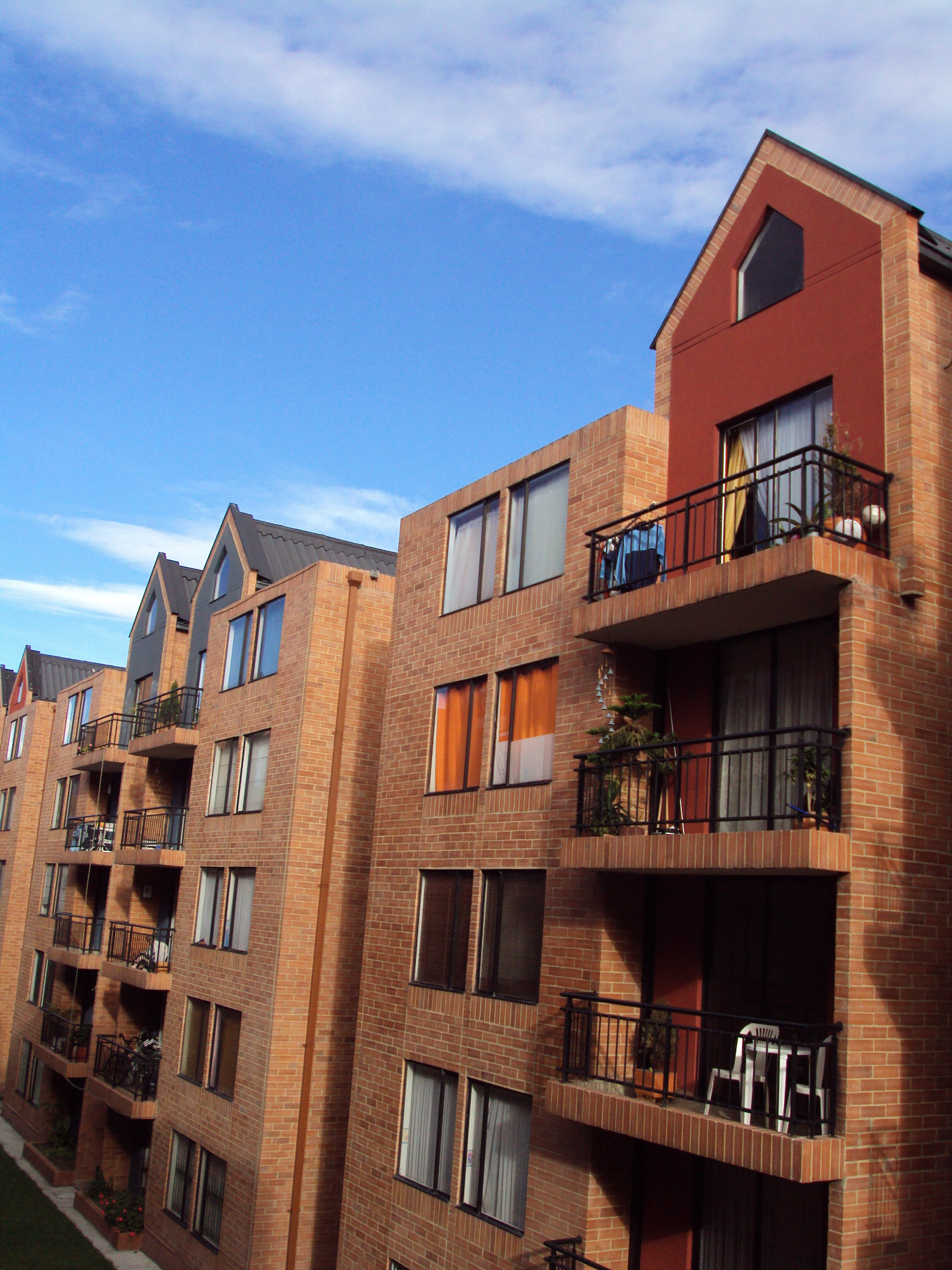
Conjunto Los Tulipanes Manzana 33, Sector 4.
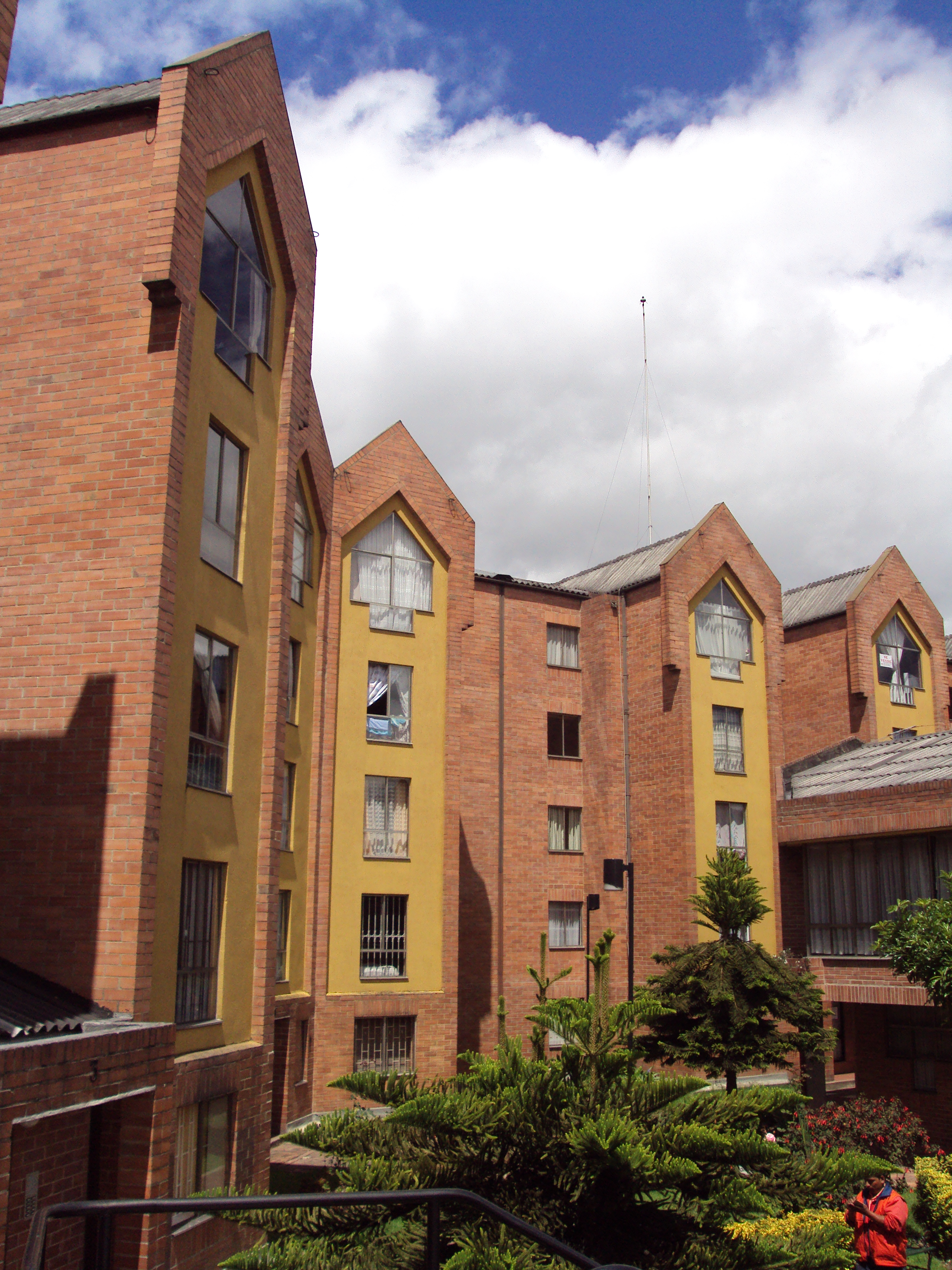
Conjunto Haycata Manzana 3, Sector 1, Manzana Circular 1

## Geografía
Se divide en varios conjuntos construidos en 4 etapas de la calle 86 hasta la calle 80.

## Aspectos socioeconómicos
Es un barrio de Clase media residencial de estrato 3 con pequeños comercios incluido un centro comercial llamado Unicentro de Occidente. Durante 1996 se construyeron, en la Ciudadela en su segunda etapa: 420 apartamentos y se inició la edificación de otros 960 en su tercera y cuarta etapa como proyecto de vivienda de interés social, es decir, para hogares con ingresos hasta cuatro salarios mínimos legales. En la Ciudadela la Caja ha construido y entregado a los afiliados 5.934 viviendas para más de 28 mil beneficiarios.

## Sitios Importantes
En 2004 las firmas Pedro Gómez y Cia e Inmobiliaria Mazuera construyeron un centro comercial de 22 mil metros cuadrados de construcción y 12.000 m² en zonas complementarias, con una inversión cercana a los 55.000 millones de pesos. Colsubsidio fue el almacén de cadena ancla del proyecto. 

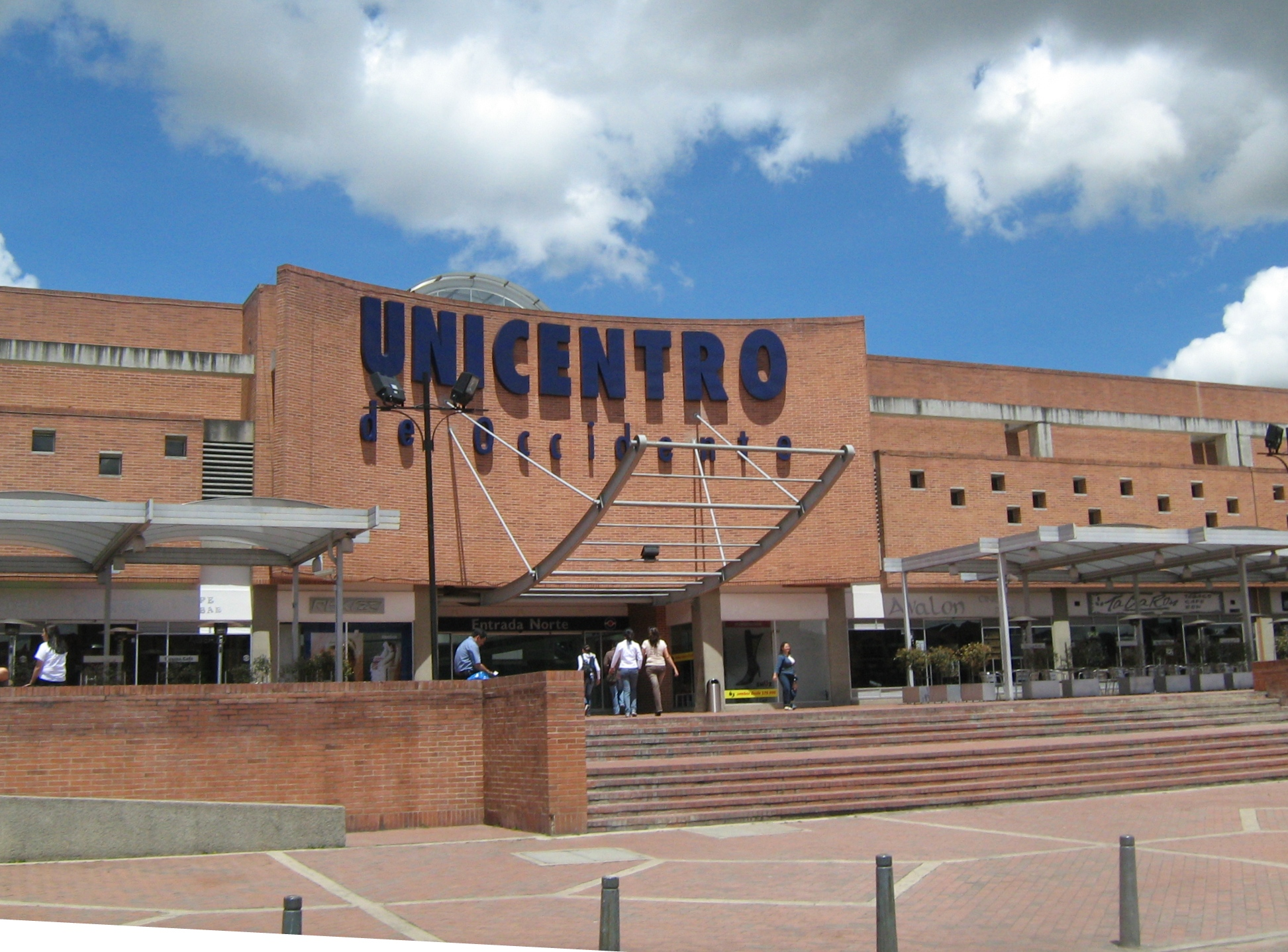
Centro Comercial Unicentro de Occidente.

El diseño cuenta con fachada en ladrillo a la vista, en combinación con metal y hormigón, cubiertas policarbonadas y un eje peatonal con cubierta de marquesina en bóveda, que recorre el centro Comercial de sur a norte. De oriente a occidente, es atravesado por una vía principal a desnivel. Fue desarrollado en un lote circular de 30.013 m², demarcado por vías.
- Centro Comercial Unicentro de Occidente[11]
- Centro Médico Colsubsidio
- Colegio Colsubsidio Ciudadela[12]
- Biblioteca Colegio Colsubisidio[13]
- Colegio Santa Ángela Merici[14]

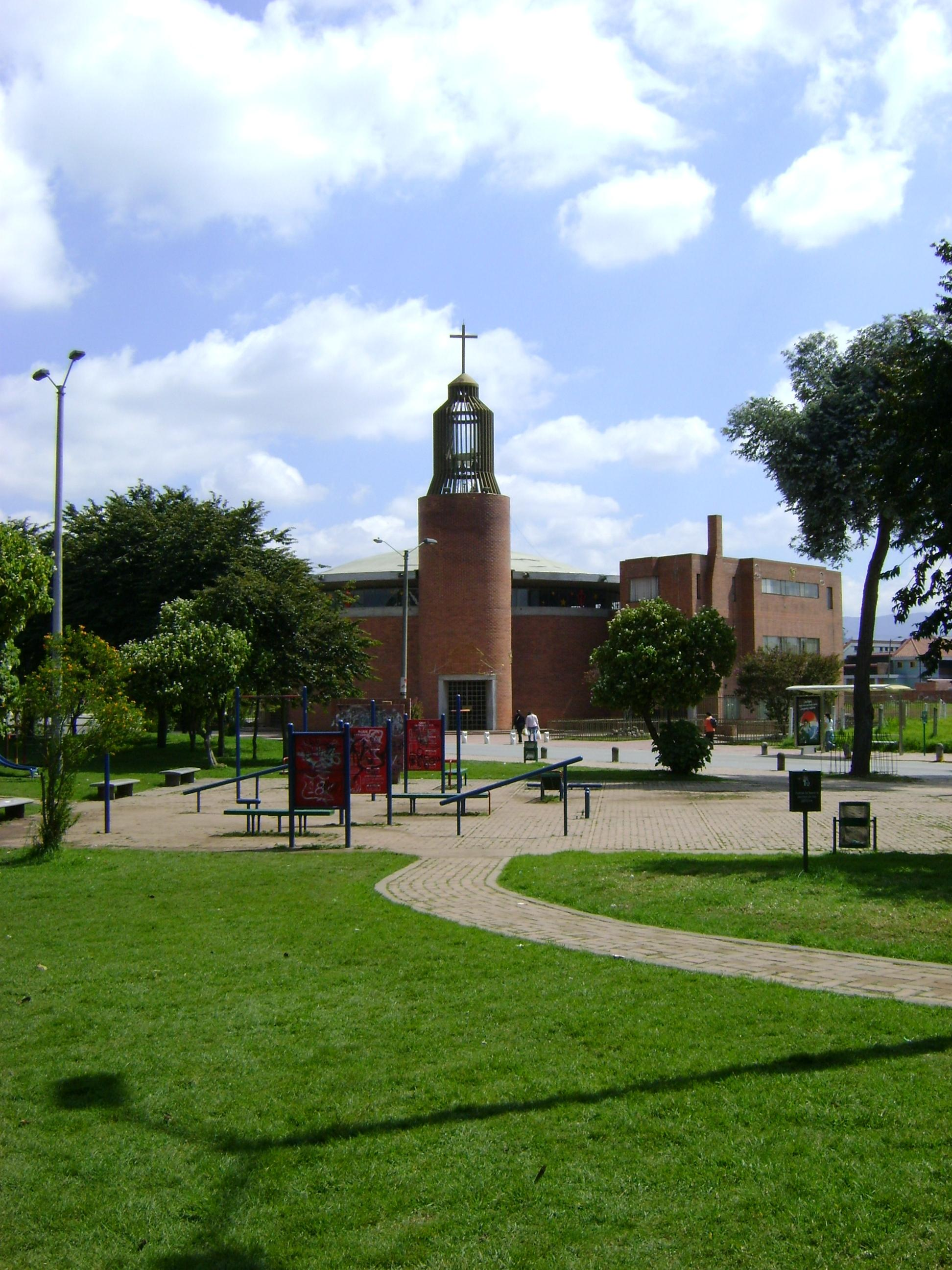
Iglesia católica Nuestra Señora de la Reconciliación
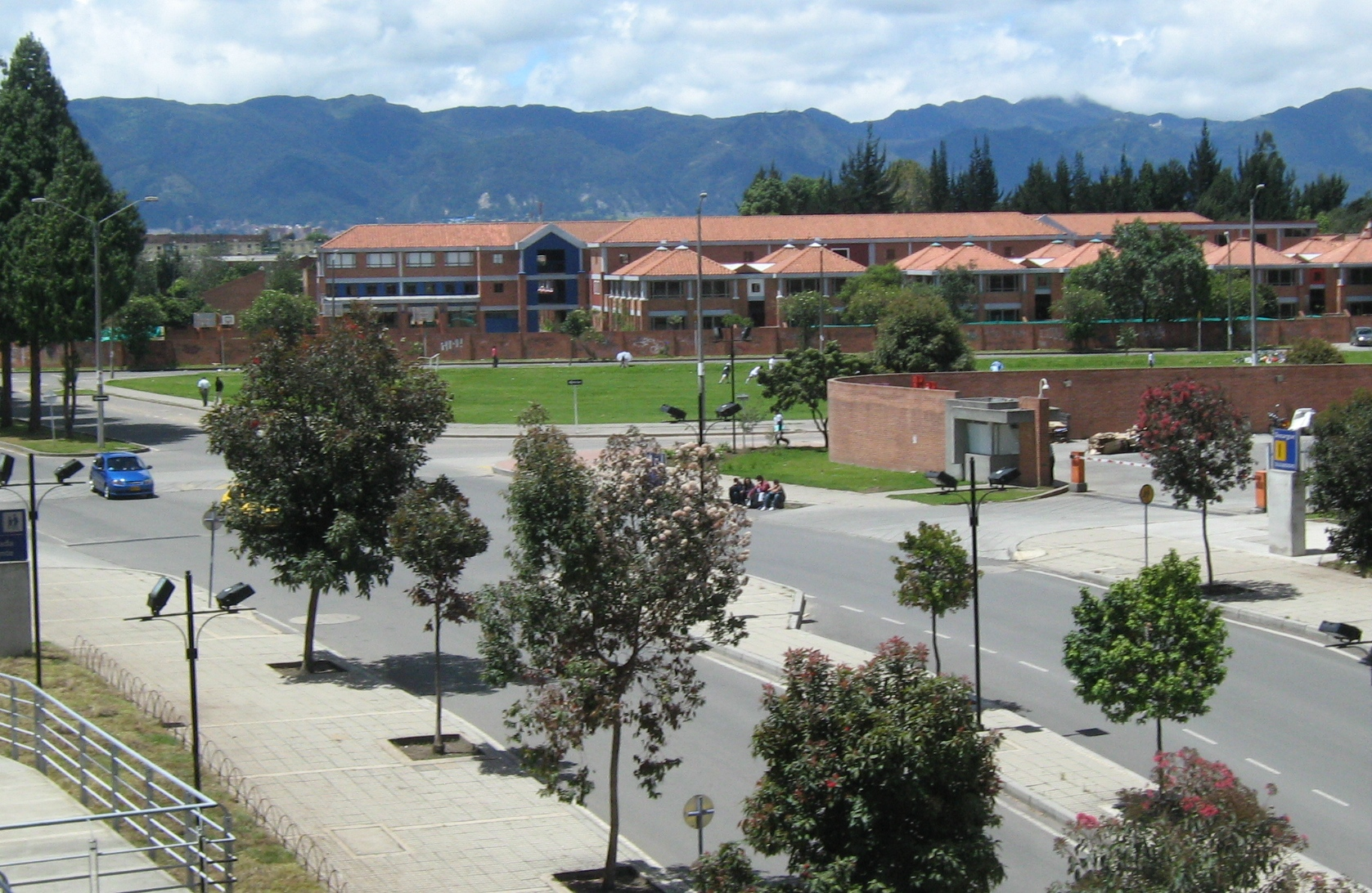
Colegio Ciudadela Colsubsidio

- Estación de Policía Ciudadela   - Iglesia Nuestra Señora de la Reconciliación
  - Colegio Ciudadela Colsubsidio

## Espacios deportivos
El polideportivo Juan Amarillo, ubicado al costado occidental del sistema ecológico distrital Humedal Tibabuyes cuenta con canchas de baloncesto, fútbol, tenis y squash y conectado al sistema de Ciclorrutas de Bogotá. Al costado noroccidental se ubica la cicloruta de la Alameda que comunica a los humedales Tibabuyes y Jaboque. El trazado urbano contó con la participación del arquitecto Germán Samper, Gimena Samper y la firma Esguerra Sáenz y Samper.
- Parque y humedal Juan Amarillo
- Cancha de fútbol
- Parques vecinales

## Acceso
El acceso vehicular hacia el barrio por el costado sur es la calle 80 con carrera  111 y 114, desde el oriente por la diagonal 86A y desde el occidente por la calle 83A.
Transporte público:
- Ruta alimentadora, 1-4 Cortijo, conexión al Portal 80.
- Ruta alimentadora, 1-5 Ciudadela Colsubsidio, conexión al Portal 80.

## Barrios vecinos
|                          | Norte: Humedal Tibabuyes y Barrio Lisboa de Suba |                      |
| Oeste: Barrio El Cortijo |                                                  | Este: Barrio Bolivia |
|                          | Sur: Villas de Granada , Calle 80 y Gran Granada |                      |

## Personas destacadas
- Juan Daniel Roa, futbolista
- Nicolás Roa, futbolista
- Santiago Roa, futbolista